# 너츠베리팜

로고

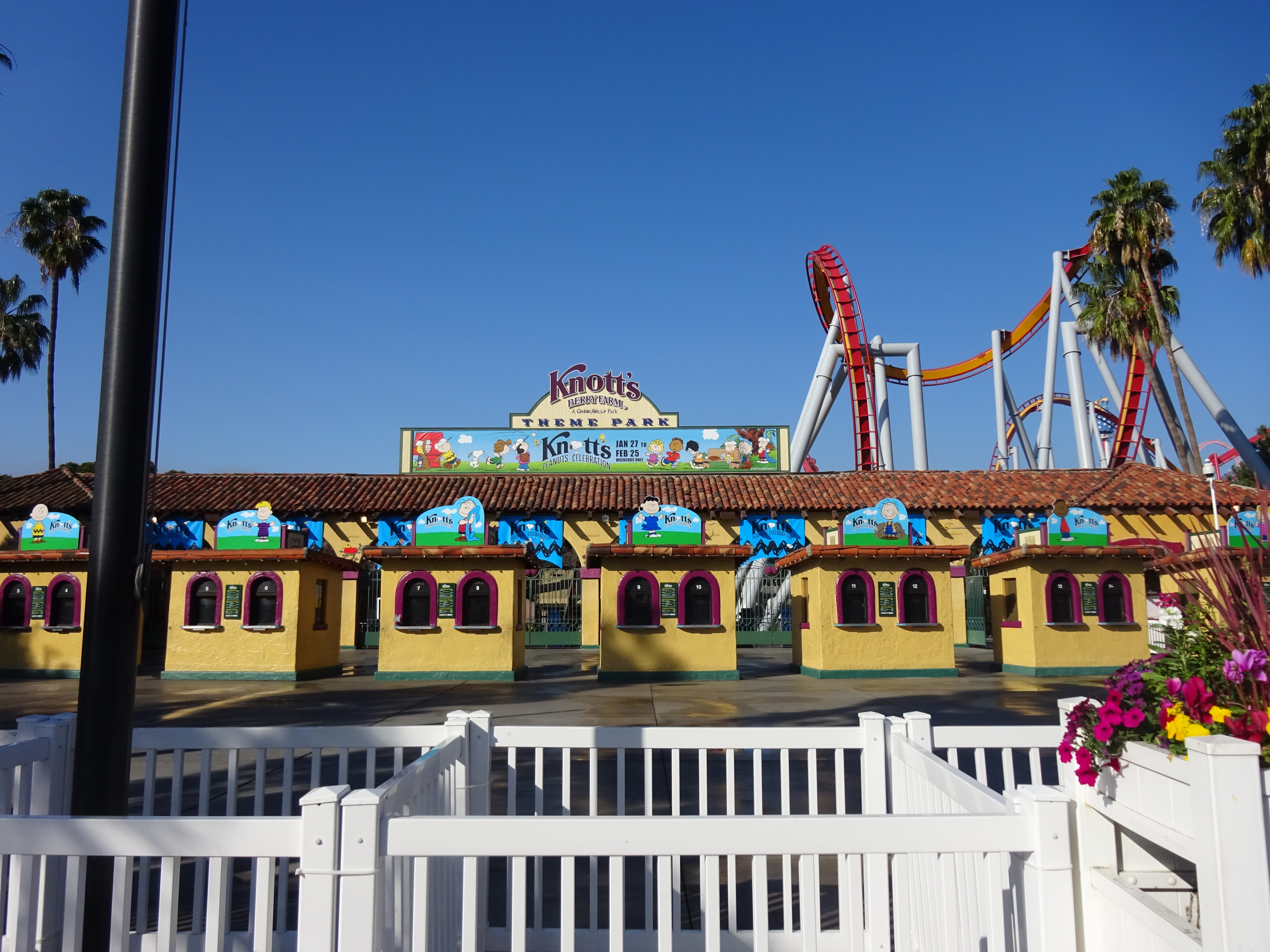
입구

너츠베리팜(Knott's Berry Farm)는 미국 캘리포니아주 부에나 파크에 위치하는 놀이공원이자, 또 캘리포니아주 푸라센티아의 잼등을 제조하는 식품제조업체의 이름이기도 하다. 원래는 같은 뿌리였지만 1990년대에 창업자인 넛(Knott)가가 2개를 나누어서 매각했으므로 다른 기업체가 되었다.

## 역사
1920년대, 부에나 파크 (Buena Park)의 주도 39호선가에서 월터 넛(Walter Knott)이 딸기를 파는 스탠드를 마련한 것이 너츠베리팜의 사작이다. 그 후, 스탠드는 레스토랑으로 성장하였고, 넛 부인이 만드는 치킨요리를 먹으려고 줄을 서서 기다리는 손님을 즐겁게 하자고, 어트랙션(Attraction)을 만들어가 현재 너츠베리팜에 발전했다.
또, 너츠베리팜은 보이젠베리(Boysenberry)를 처음으로 재배한 곳으로 알려지고 있고, 보이젠베리의 잼 및 파이는 여기의 명물. 그러므로 지금도 공원내에는 잼을 파는 매점이나 치킨 요리의 레스토랑이 있다.
1983년에는 찰스 먼로 슐츠 (Charles Monroe Schulz)와 독점계약을 체결하여, 피너츠(스누피)가 메인 캐릭터가 되어, 12세이하인 어린이를 대상으로 한 테마파크 <캠프 스누피>가 완성되었다.

## 손님 수
| 2008      | 2009      | 2010      | 2011      | 2012      | 2013      | 2014      | 2015      | 2016      | 세계 순위 |
| --------- | --------- | --------- | --------- | --------- | --------- | --------- | --------- | --------- | --------- |
| 3,565,000 | 3,333,000 | 3,600,000 | 3,654,000 | 3,508,000 | 3,683,000 | 3,683,000 | 3,867,000 | 4,014,000 | 28        |

## 같이 보기
- 디즈니랜드
- 식스 플래그스
- 월트 디즈니 월드 리조트
- 씨월드